# Jack N. Rakove

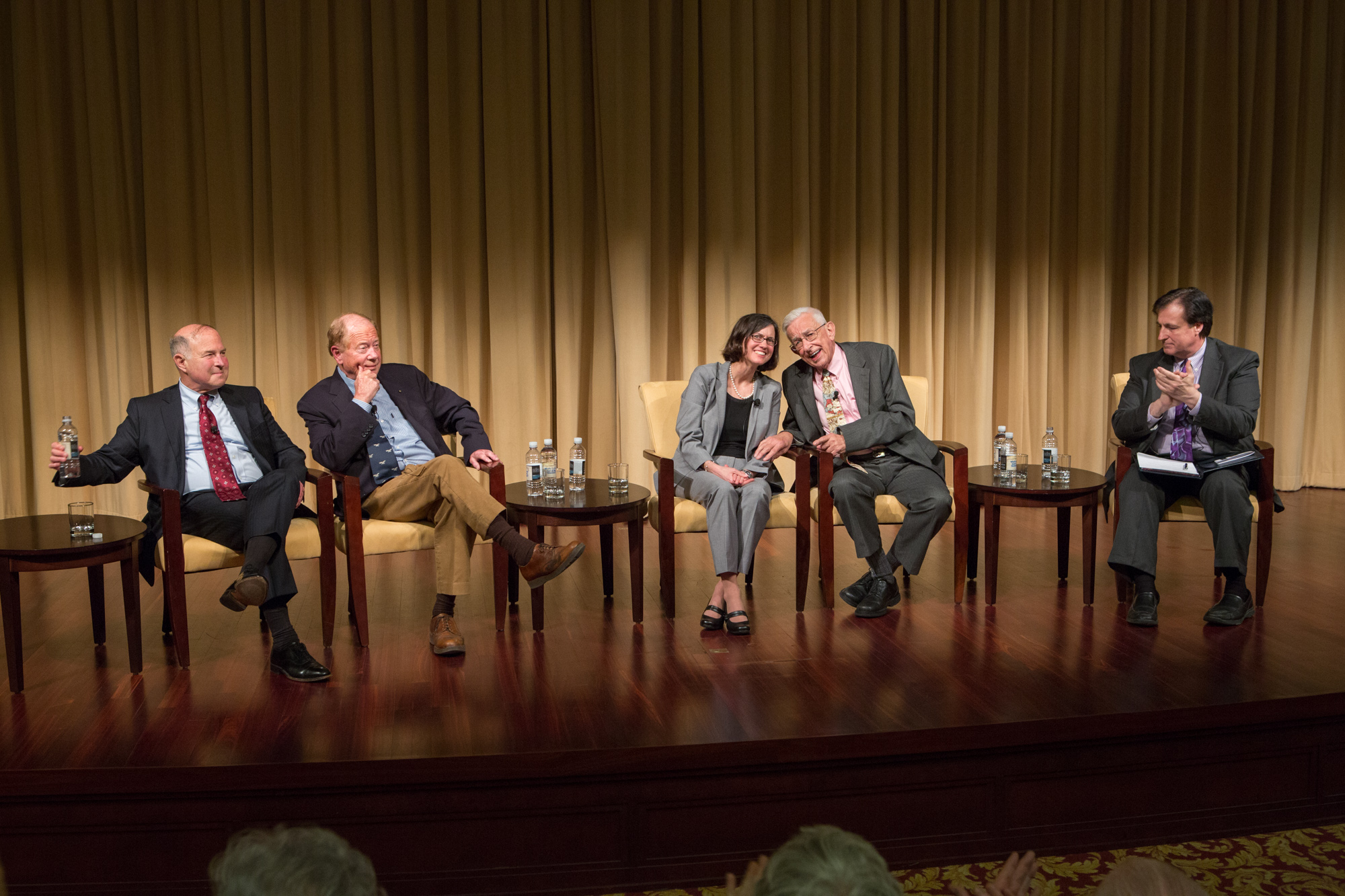
Da siinistra Jack Rakove, Joseph J. Ellis, Mary Sarah Bilder, Kenneth Russell Bowling e John Milewski, che ha fatto da moderatore

Jack Norman Rakove (Chicago, 4 giugno 1947) è uno storico e scrittore statunitense, professore all'Università di Stanford. Nel 1997 ha vinto il Premio Pulitzer per la storia.

## Biografia
Rakove è nato a Chicago da Milton L. Rakove, professore di Scienze politiche (1918-1983) e da sua moglie, Shirley. Rakove padre è stato docente presso l'Università dell'Illinois a Chicago (1957-1983) e al Barat College, Lake Forest, Illinois.
Jack Rakove ha conseguito il suo AB nel 1968 presso l'Haverford College e il dottorato nel 1975 presso l'Università Harvard. Ha anche frequentato l'Università di Edimburgo dal 1966 al 1967. Ad Harvard è stato allievo di Bernard Bailyn.
Rakove è il W.R. Coe Professore di Storia e Studi Americani e professore di scienze politiche presso la Università di Stanford, dove insegna dal 1980. Ha insegnato anche alla Colgate University dal 1975 al 1980. È stato professore ospite presso la NYU School of Law.
Ha vinto il Premio Pulitzer per la Storia nel 1997 e il Cox Book Prize nel 1998 per Original Meanings: Politics and Ideas in the Making of the Constitution (1996), in cui ha messo in discussione se l'originalismo sia un mezzo approfondito ed esaustivo per interpretare la Costituzione. Revolutionaries: A New History of the Invention of America (Houghton Mifflin Harcourt), è stato finalista per il George Washington Book Prize. È stato eletto alla American Philosophical Society nel 2007. È stato eletto alla American Antiquarian Society nel 2000.

## Opere
- (EN) Alfred Knopf, The Beginnings of National Politics: An Interpretive History of the Continental Congress, Johns Hopkins University Press, 1982  [1979 ristampa], ISBN 9780801828645.
- (EN) James Madison and the Creation of the American Republic, Scott, Foresman/Little, Brown Higher Education, 1990, ISBN 9780673399946.
- (EN) A.A. Knopf, Original Meanings: Politics and Ideas in the Making of the Constitution, Ristampa: Knopf Doubleday Publishing Group, 2010  [1996], ISBN 9780394578583.,ISBN 9780307434517
- (EN) Declaring Rights: A Brief History with Documents, Bedford/St. Martin's, 1998, ISBN 9780312137342.
- (EN) The Green Bag, in Making a Hash of Sovereignty, Part I, autunno 1998,  pp. 35–44.[6]
- (EN) Making a Hash of Sovereignty, Part II, in The Green Bag, autunno 1999.
- (EN) The Unfinished Election of 2000, Basic Books, 1º settembre 2002, ISBN 978-0-465-06838-8.
- (EN) Revolutionaries: A New History of the Invention of America, Houghton Mifflin Harcourt, 11 maggio 2010, ISBN 978-0-547-48674-1.
- (EN) Beyond Belief, Beyond Conscience, in The Radical Significance of the Free Exercise of Religion, 2020.